# Уикс, Патти
Патти Уикс (англ. Patti Wicks; настоящее имя — Патриция Эллен Чаппелл (англ. Patricia Ellen Chappell); 24 февраля 1945 — 7 марта 2014) — американская джазовая певица и пианистка.

## Карьера
Уикс начала играть на фортепиано в возрасте трех лет. Поступила в Crane School of Music при State University of New York at Potsdam. Под влиянием Билла Эванса начала профессионально выступать, затем переехала в Нью-Йорк, где играла в небольших ансамблях. Под её руководством было трио, в состав которого входили в свое время басисты Сэм Джонс, Ричард Дэвис, Брайан Торфф и Марк Дрессер, а также барабанщики Кертис Бойд, Луи Хейс, Микки Рокер и Алан Доусон. В 1970-х годах она переехала во Флориду, где ей довелось поработать с Кларком Терри, Ларри Корьеллом, Фрэнком Морганом, Айрой Салливаном, Флипом Филлипсом, Анитой О'Дэй, Ребеккой Пэррис, Розанной Витро и Джакомо Гейтсом. Кроме того, она преподавала джазовое фортепиано в колледже и давала частные уроки. В 1997 году она выпустила свой дебютный альбом «Room at the Top: The Patti Wicks Trio». Уикс принимала участие в радиопередаче Мэриэн Макпартлэнд «Piano Jazz». По словам Allmusic, она пела в традициях Джери Сазерн, Нины Симон и Ширли Хорн.

## Дискография
- Room at the Top (Recycle Notes, 1997)
- Love Locked Out (Maxjazz, 2003)
- Basic Feeling (Egea, 2005)
- Italian Sessions (Studiottanta Fortuna, 2007)
- It's a Good Day (Geco, 2008)
- Dedicated To (2009)